# Paszowice (gmina)
Paszowice – gmina wiejska w województwie dolnośląskim, w powiecie jaworskim. W latach 1975–1998 gmina położona była w województwie legnickim.
Siedziba gminy to Paszowice.
Według danych z 31 grudnia 2015 gminę zamieszkiwało 3988 osób. Natomiast według danych z 31 grudnia 2019 roku gminę zamieszkiwało 3997 osób.
Według danych z 30 czerwca 2020 roku gminę zamieszkiwało 3998 osób.

## Struktura powierzchni
Według danych z roku 2002 gmina Paszowice ma obszar 100,84 km², w tym:
- użytki rolne: 63%
- użytki leśne: 30%

Gmina stanowi 17,35% powierzchni powiatu.

## Demografia

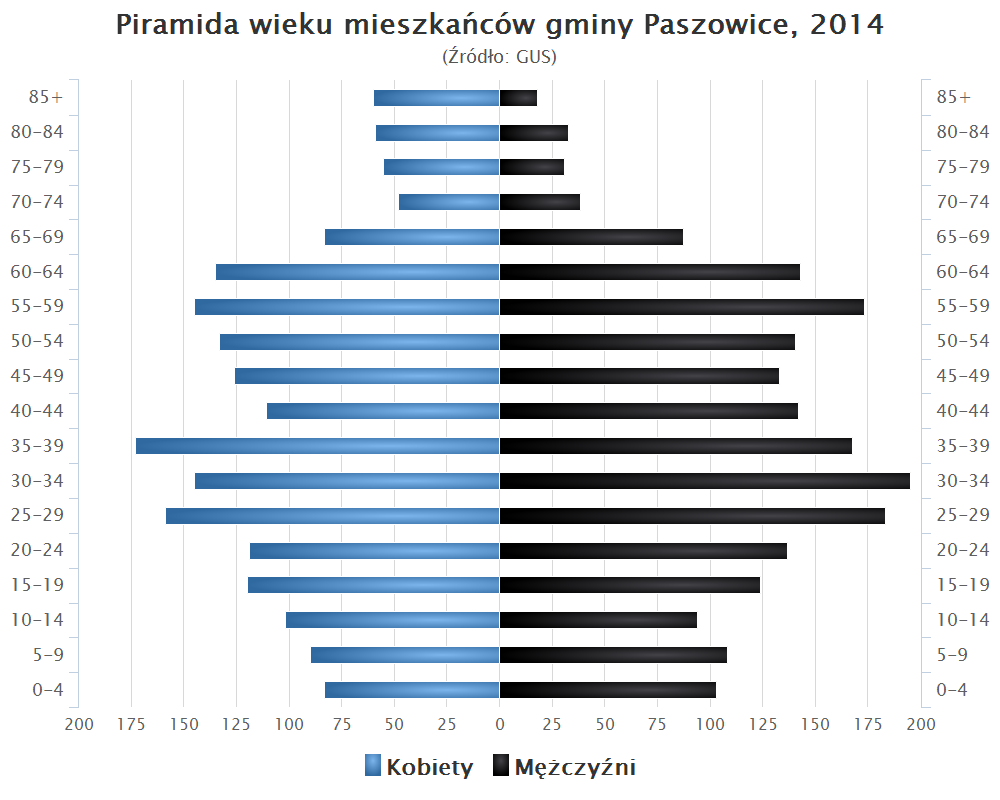
Piramida wieku mieszkańców gminy Paszowice w 2014 roku

Dane z 30 czerwca 2004:
| Opis                              | Ogółem | Ogółem | Kobiety | Kobiety | Mężczyźni | Mężczyźni |
| --------------------------------- | ------ | ------ | ------- | ------- | --------- | --------- |
| jednostka                         | osób   | %      | osób    | %       | osób      | %         |
| populacja                         | 3862   | 100    | 1914    | 49,6    | 1948      | 50,4      |
| gęstość zaludnienia (mieszk./km²) | 38,3   | 38,3   | 19      | 19      | 19,3      | 19,3      |

## Ochrona przyrody
Na obszarze gminy znajdują się następujące rezerwaty przyrody:
- rezerwat przyrody Nad Groblą – chroni jedno z największych w Polsce skupień drzewiastych form brekinii na naturalnych stanowiskach z licznymi gatunkami roślin chronionych, położone na różnego typu skałach wulkanicznych;
- częściowo rezerwat przyrody Wąwóz Lipa – chroni zróżnicowane fitocenozy leśne z licznymi gatunkami chronionymi, wychodnie skalne, liczna populacja salamandry plamistej;
- rezerwat przyrody Wąwóz Myśliborski koło Jawora – chroni jedyne na Dolnym Śląsku stanowiska paproci języcznika zwyczajnego oraz mieszany las wyżowy;
- rezerwat przyrody Wąwóz Siedmicki – chroni zbiorowiska roślinne, lasy dębowe, olszyny, łąki trzęślicowe, fragmenty ziołorośli i turzycowisk oraz fitocenozy naskalne, szczelinowe i suchych zboczy oraz formy geologiczne.

## Galeria

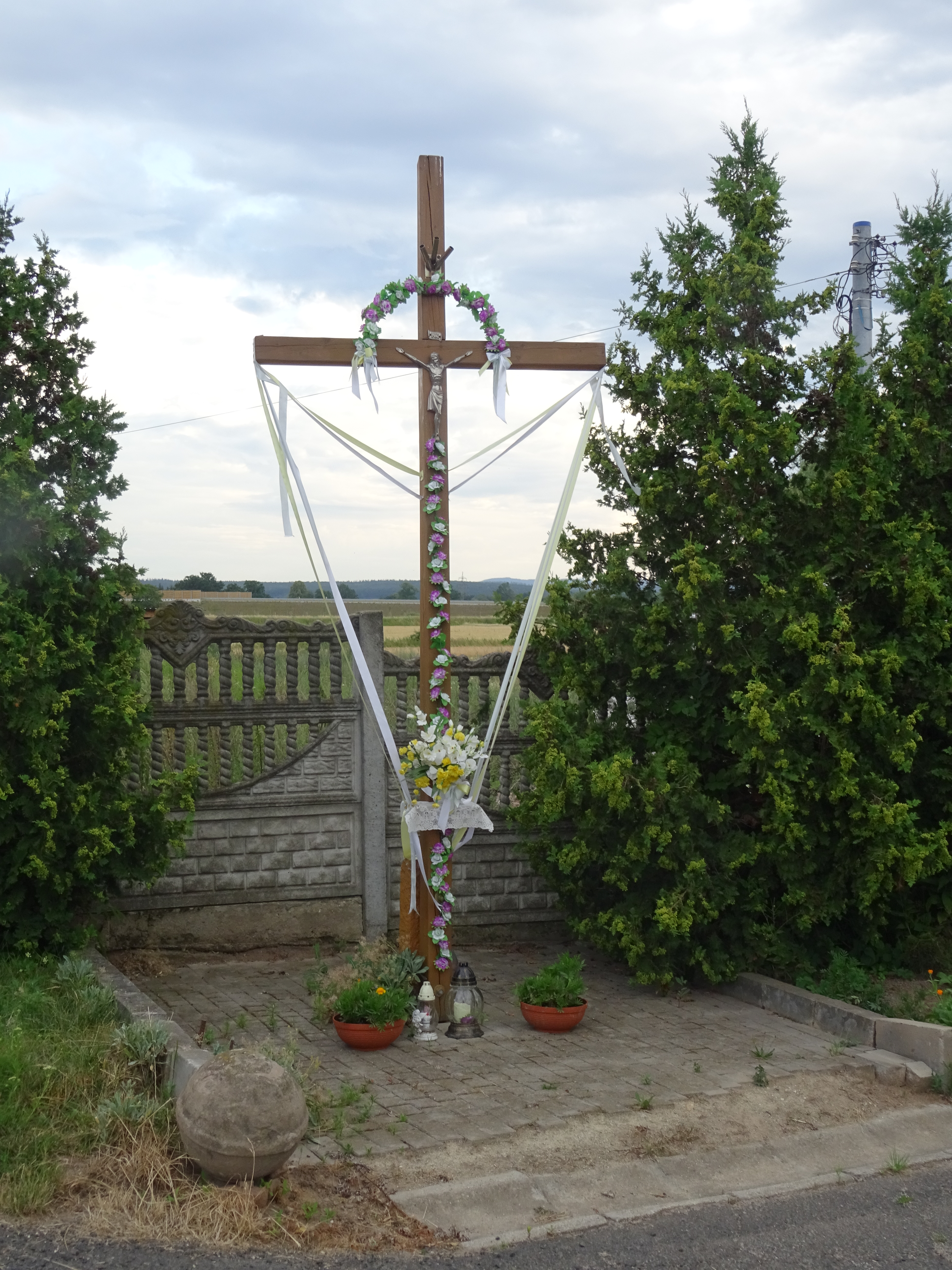
Bolkowice
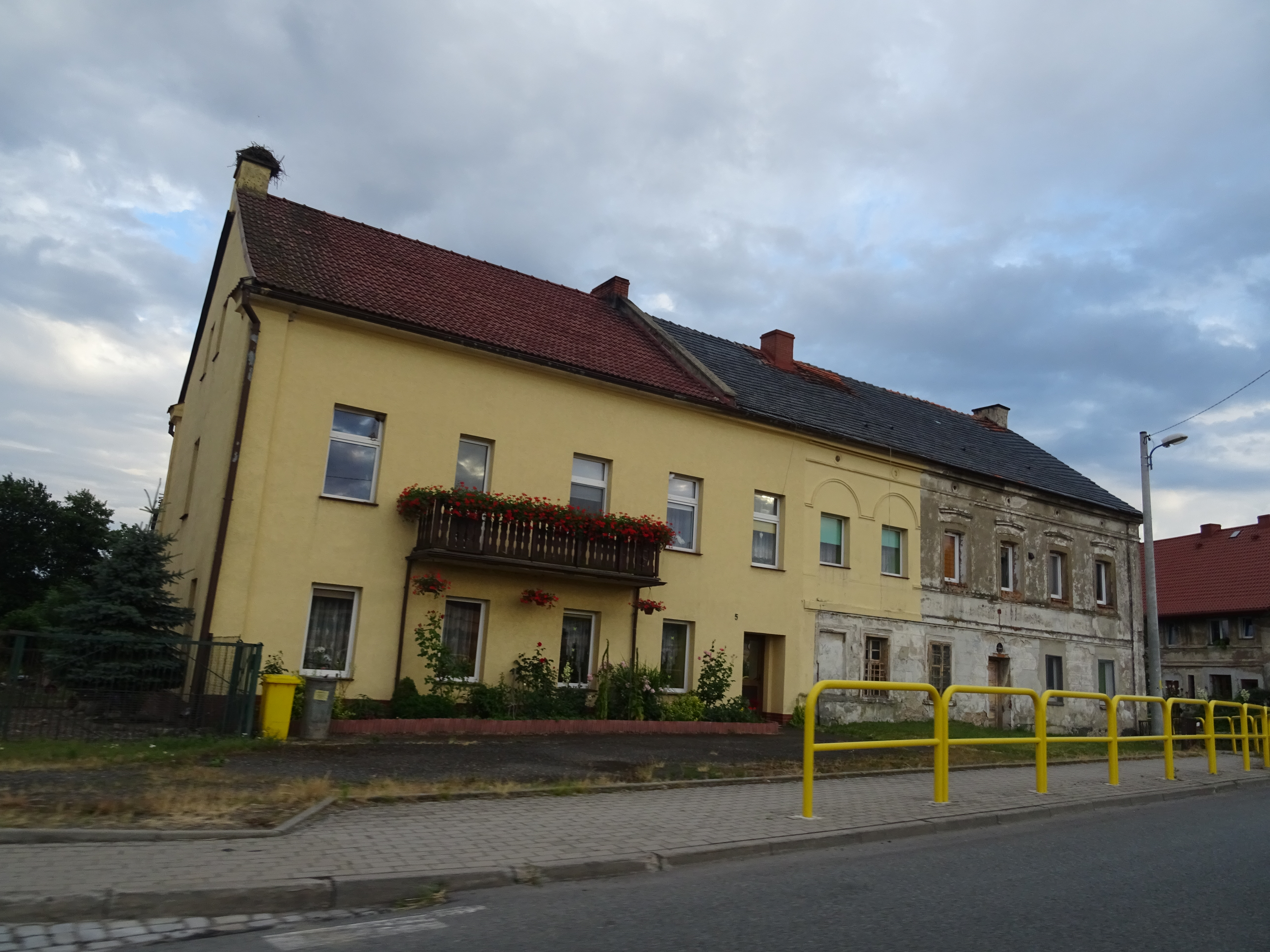
Sokola
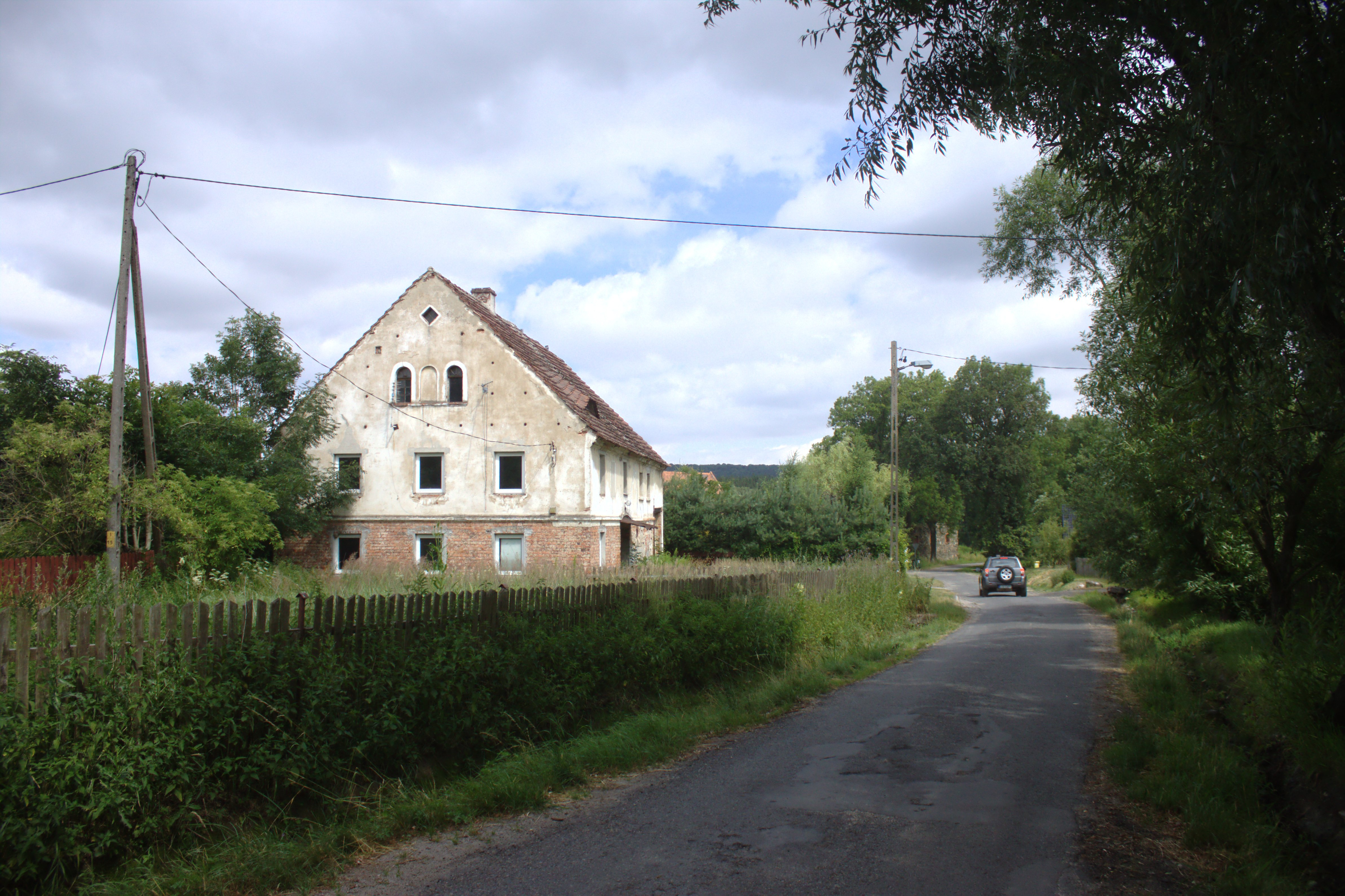
Nowa Wieś Wielka
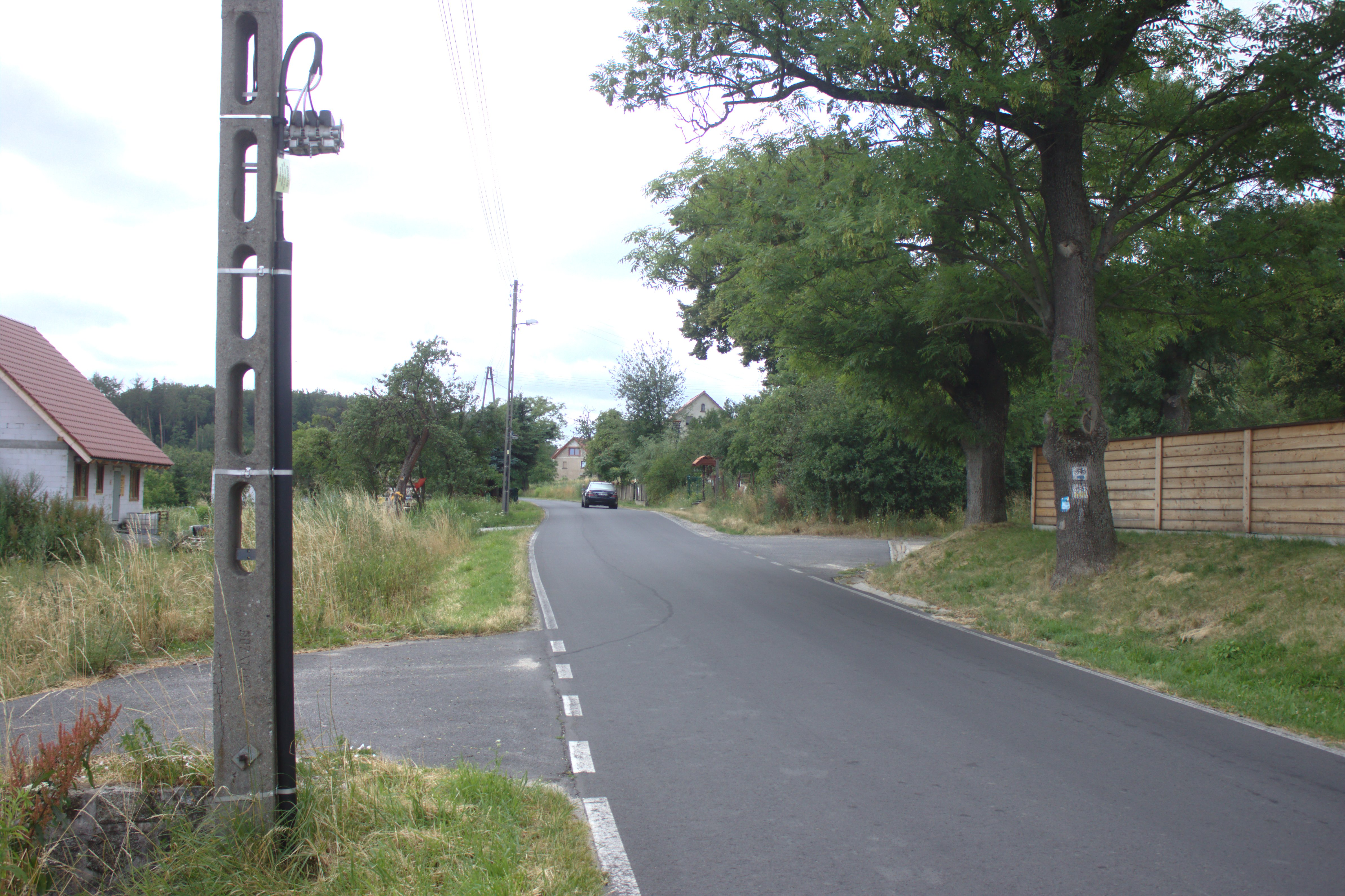
Nowa Wieś Mała
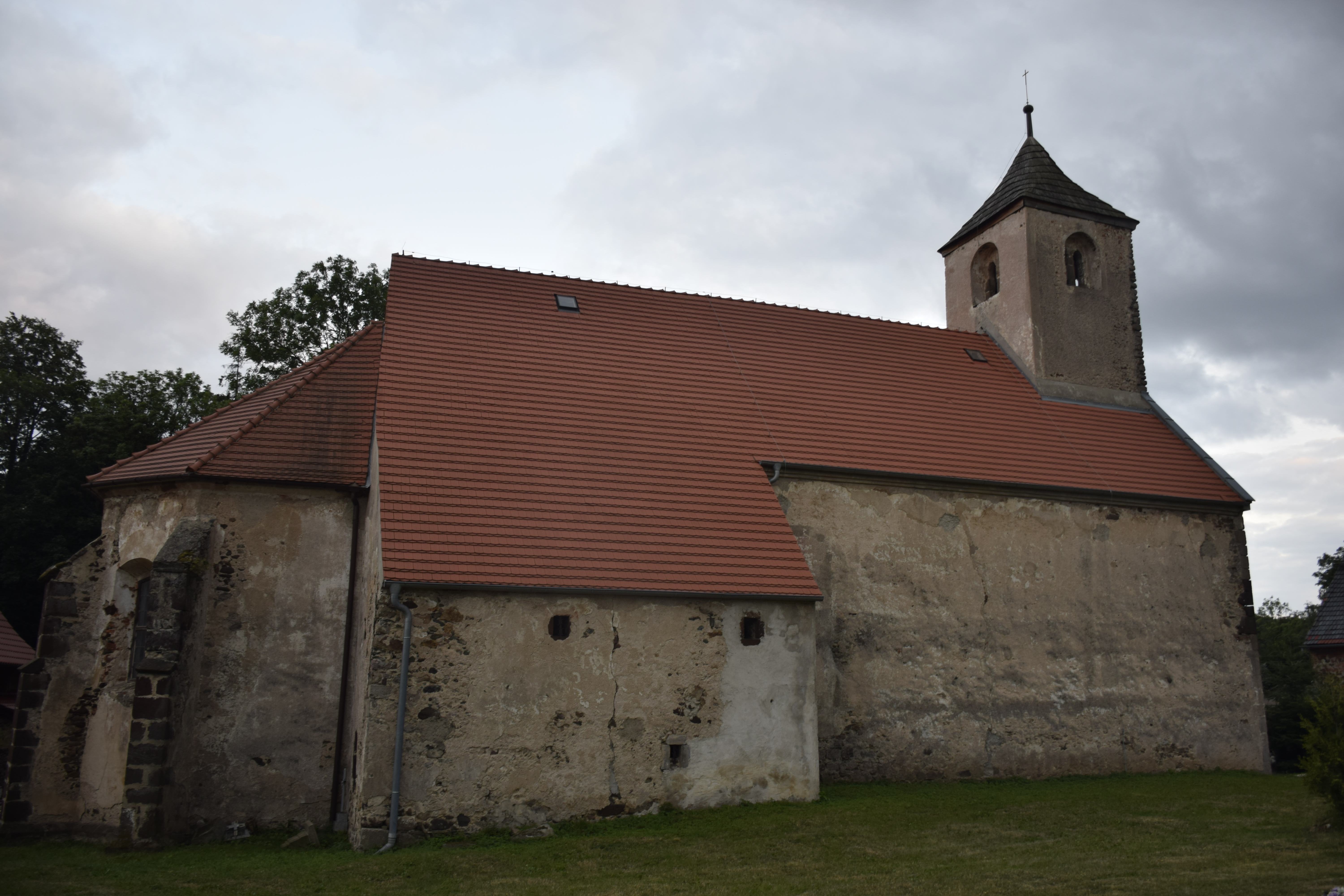
Pogwizdów
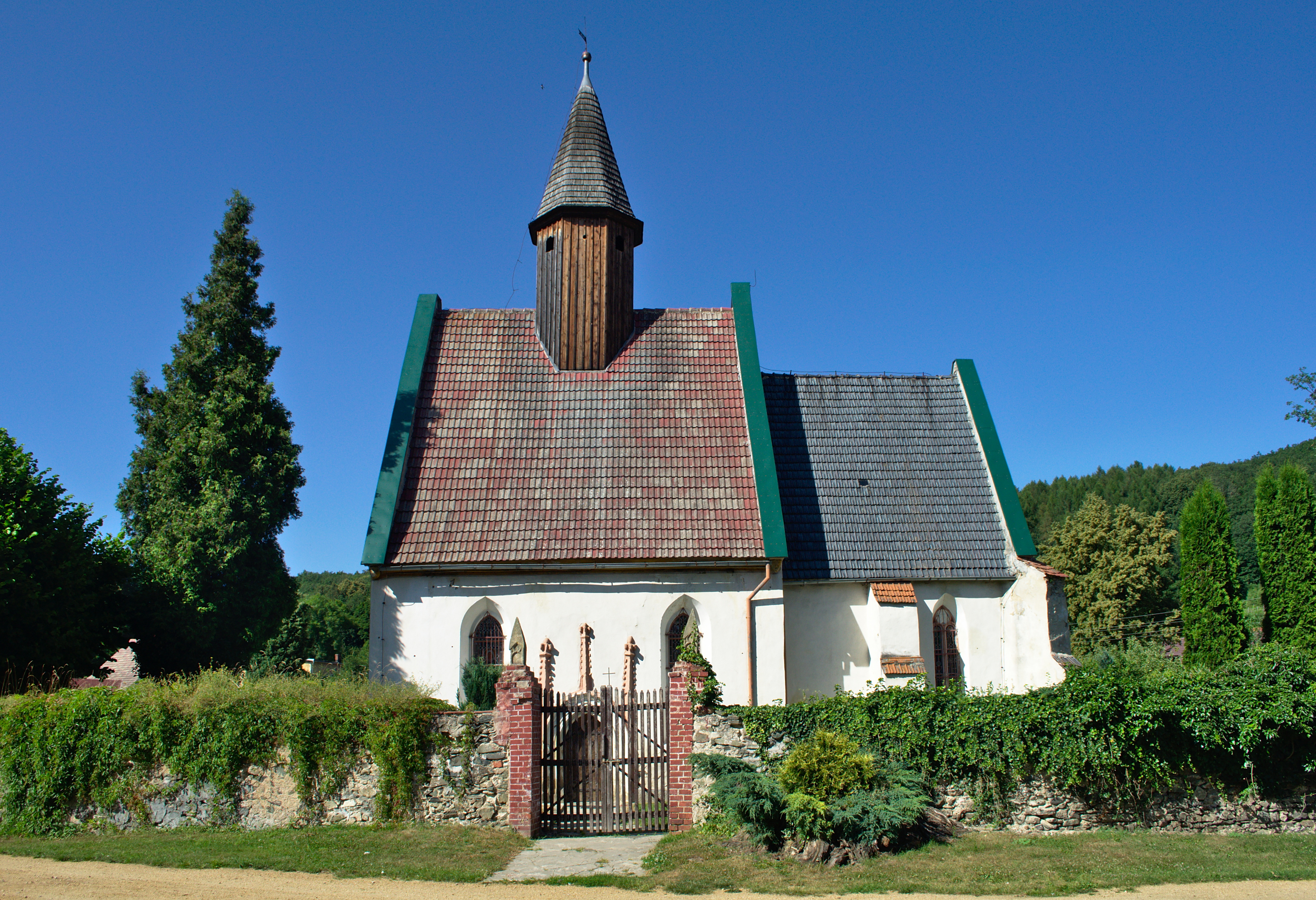
Grobla
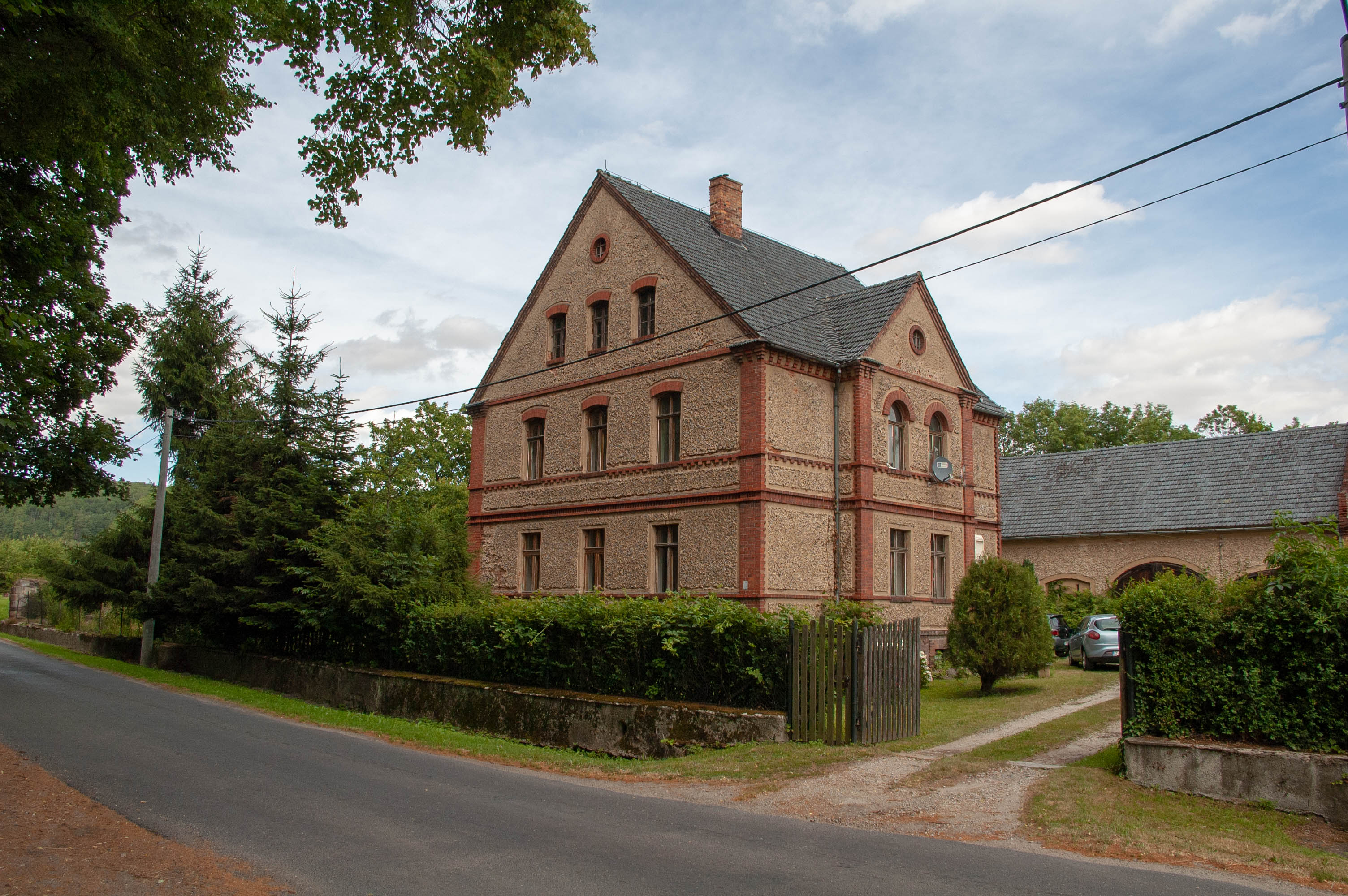
Kwietniki
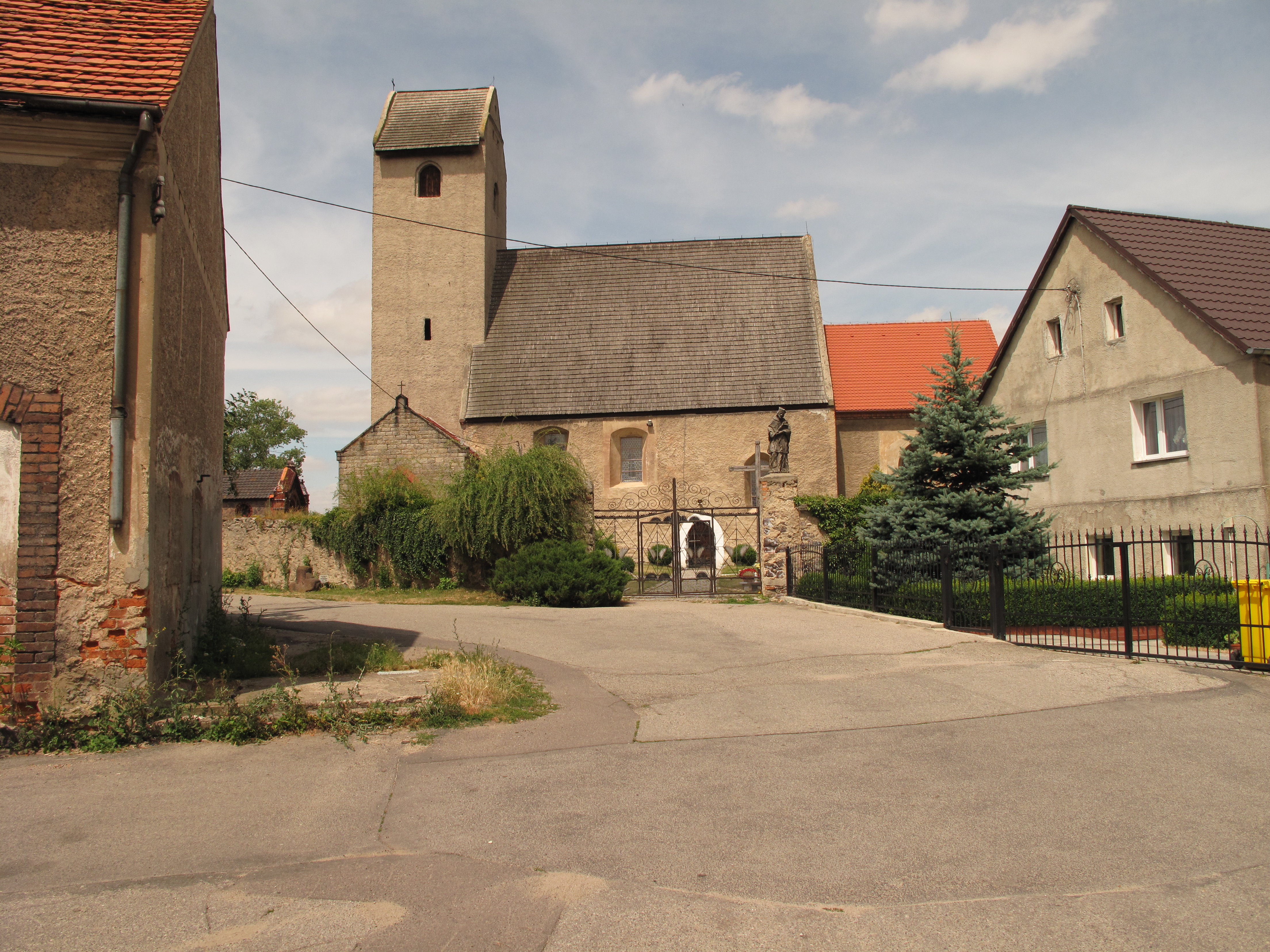
Wiadrów

## Sąsiednie gminy
Bolków, Dobromierz, Jawor, Męcinka, Mściwojów